# 水生不完全菌

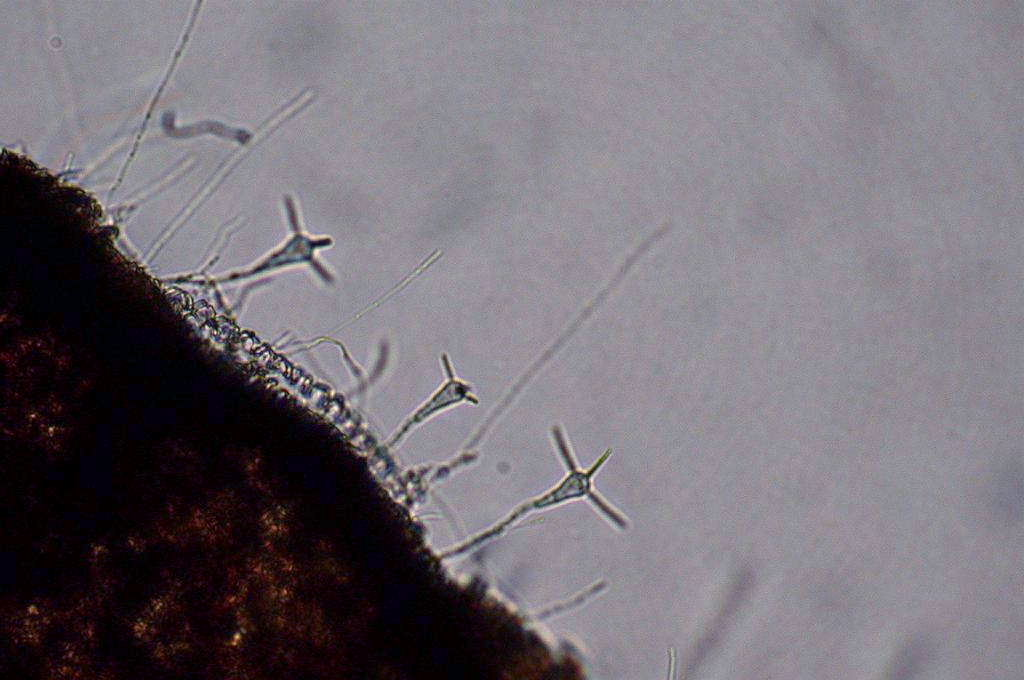
枯葉の表面から分生子を出す水生不完全菌
(Clavariopsis aquatica)

水生不完全菌（すいせいふかんぜんきん Aquatic hyphomycetes）とは、水中生活に適応した不完全菌のカビの一群である。水中の落葉の上に成育し、独特の四放射型や、長い付属突起をもつもの、三日月型など、様々な形の分生子を形成する。
イギリスの菌類学者であるセシル・テレンス・インゴールドによって、1942年に、その存在が初めて指摘された。

## 特徴
きれいな小川には、周辺から落ち葉が流れ込み、水底に沈んでいる。このような落ち葉の上を、水生不完全菌は生活の場としている。沈んだ落ち葉を拾い上げ、シャーレに水を入れて培養すれば、その表面から菌糸が伸びて、様々な形の分生子を形成するのが観察される。
水生不完全菌の特徴は、独特の分生子の形にある。陸上の不完全菌では、分生子は球形や楕円形のものが多いが、水生不完全菌では、長く枝をのばしたものが多い。海産のプランクトンには、様々な形の突起や枝が出た形のものがあり、より多くの浮力を保つための適応と考えられているが、水生不完全菌の分生子にもそれに似たものが見られる。ただし、水生不完全菌の場合、浮力よりもむしろ、水中の落葉に付着しやすくする適応との見方もある。
水生不完全菌の分生子の形で、一つの典型は四放射型のものである。正四面体の中心から頂点方向に枝が伸びる形のもので、いくつもの属に見られる。不完全菌の分生子の形成には色々な型があり、それらを分生子形成型というが、その違いは属の区別には重要である。いくつかの分生子形成型で、それぞれに四放射型の分生子を作るものがある。また、同じ形成型でも、属によっては違ったやり方で形成される。
たとえば、レモニエラ（Lemonniera）属は、フィアロ型で、フィアライドと言う紡錘形の分生子形成細胞の先端から、出芽によって分生子ができる。分生子は初め小さな球形で、そこから四方向に枝をのばし、最終的には4本の枝が一ヵ所でくっついた形の分生子となり、フィアライドとはその中心のところで接しているようになる。同じフィアロ型のアラトスポラ（Alatospora）属の場合は、分生子は弓状に反った線形に伸び、その中ほどの反ったところから2本の枝を出し、最終的には4本の枝が同じ場所から出た形になるが、フィアライドとは主軸である1本の枝の先端で繋がる形になる。テトラカエツム（Tetrachaetum）属のものは、菌糸先端の細胞が分生子に変化する、アレウリオ型の分生子形成をするが、分生子になる細胞は細長く伸び、そこですこし横向きに伸びながら側方に2本の枝を出すことで、四放射型の分生子を作る。同じくアレウリオ型のトリスケロフォルス（Triscelophorus）属の場合、分生子は先が細い針状になり、基部の細胞から三本の枝が側方やや下向きに伸びて四放射型となる。
この他、水生不完全菌の分生子には、本体部分がはっきりしていて、そこから付属突起が伸びたもの、何度も枝を出した複雑な形のもの、細長い分生子がねじれたような形のものなど、多様な形態のものがある。そのため、分生子を見るだけでかなりのものが同定できる。一般的な菌類の研究では、まず対象を培養し、そこから分離培養の手順を通じ、そこで初めて種の同定ができる。それに比べて、水をすくって胞子を見れば、ある程度の同定ができる水生不完全菌は、研究対象として陸生菌より取っ付きやすい部分がある。生態学的な研究もそのような利点を生かして行われている。

## 生活
落葉の上で成育するので、温帯域では秋から冬にかけて増えるようである。落葉広葉樹の葉には多くの種類が現れ、常緑広葉樹の葉では、やや少ないと言われている。また、針葉樹の葉からは、ほとんど出現しないとされる。止水域では落ち葉の表面に珪藻が繁茂したり泥が覆うこともあり、やや数が少ない。新鮮な落ち葉では、卵菌類やサヤミドロモドキが混じる場合もある。生息環境としては渓流がよく、多くの種が見られる。
水中の落葉で育ち、流れに胞子を放出すれば、当然ながら、下流へと分布域が下がって行ってしまう。どうやってか上流へと分布域を広げる方法があるはずである。一説には、滝の飛沫に乗って上流へ移動するとも言う。また、一部の種は陸上でも生活している。
不完全菌であり、分生子によって無性生殖しているわけだが、有性生殖が確認されているものもある。それらの多くは、水際の枯れ木など、水に近い環境に小さな子実体を作る。完全世代は、子のう菌に属するものが多いが、担子菌系のものもしられている。それらの分生子には、二核菌糸独特のかすがい連結が見られるので、分生子の特徴からでも、その判断ができる。
水生不完全菌は、水中における落葉の分解で、大きな役割を果たしていると思われる。落葉をシャーレ内で培養すると、すぐにその表面にふわふわした菌糸が覆うようになる。川から採集したときにはそのようなことが少ないので、恐らく水生昆虫などが食っているのであろう。
また、水生不完全菌が成長することで、落葉の窒素含有量が増加することも知られており、落葉を食う水生昆虫などの栄養になっていると思われる。

## 水生不完全菌の周辺
水生不完全菌は、水中の落ち葉という生活場所が発見されたことで新しい分野として発見され、その特殊な分生子の形態によって注目を受けた。さらに泡からの採集という方法の発見により、その研究分野を拡大して来た。しかし、その研究の過程で、同じような視点でより広く見渡したことにより、水生不完全菌的な分生子は、水中だけにあるわけではないことが分かって来た。
たとえば、森林内の落葉層を集め、バケツに放り込み、水に浸して表面に浮き上がる泡を集めると、水生不完全菌様の分生子が見つかることがわかった。そこには水生不完全菌として知られたものもあり、一部の水生不完全菌が陸上でも生活していることがわかる。しかし、そうではないものも含まれる。これらは、森林内の落ち葉の表面を覆う水の膜に分生子を出しているのではないかと考えられている。同じように、露にぬれた植物体や、霧で湿ったところからも、それらしい分生子が発見される。このように、四放射型などの分生子の形が、必ずしも水生不完全菌に限らないことがわかったことで、このような胞子を作る菌類をまとめる名称として、Ingoldian Fungi（Ingold氏系の菌類）という呼び名が使われることがある。
他方、水辺の湿ったところからも、それらとは異なった、独特の分生子を形成するものが知られるようになった。それらは、渦巻型のものや、細かい枝が籠のようになり、内部に空気をとじ込めるようになっていたり、どうやら、水面に分生子を浮かせることを目指した適応をしていると思われる。これらは半水生菌とよばれることがある。
なお、渓流の泡をすくって観察すると、様々なものが吸着されて観察できる。中には水生不完全菌の分生子らしいと培養された結果、実はハエカビ目のものであったり、コケ植物の無性芽であることがわかった例もある。水生不完全菌の胞子がプランクトンとして採集される例もあるが、大抵の場合、その分野の方にはカビの知識がないので、ゴミとして無視されるようである。

## 研究法
当初は水中の落葉落枝を拾い上げ、シャーレ内で培養することで観察が行われた。しかし、水中に放出された胞子は、水面の泡に吸着されやすいことがわかり、これを利用することが多くなっている。たとえば滝つぼ周辺などの泡が溜まったところをすくえば、多くの分生子を観察することができる。
このようにして得られた分生子をマイクロピペットで拾い上げ、寒天培地上で培養することができる。その場合、成長は陸生菌に比べて遅く、分生子形成も行わないものが多いが、水中では成長がかなり早くなる。寒天培地上で形成されたコロニーの一部を切り取り、滅菌水中に移すと、多くの場合に速やかに分生子形成が見られる。

## 代表的な属
- 水生不完全菌

Actinospora・Alatospora・Anguilospora・Articulospora・Clavariana・Clavariopsis・Clavatospora・Culicidospora・Dendrospora・Flagellospora・Heliscus・Ingoldia・Lemmoniera(レモニエラ)・Lunurospora・Tetrachaetum（テトラカエツム）・Tetracladium（テトラクラディウム）・Tricladium・Trinacrium・Tripospermum・Trischelophorus・Varicosporium